# Torneo femenino de fútbol en los Juegos Panafricanos de 2015
El fútbol femenino en los Juegos Panafricanos de 2015 fue la cuarta edición del torneo que se juega con selecciones mayores cada cuatro años y que es válido como la eliminatoria rumbo a los Juegos Olímpicos de Río de Janeiro 2016.
Ghana venció a Camerún en la final disputada en Brazzaville, República del Congo para coronarse campeón del torneo por primera vez, y ambas selecciones clasificaron para Río de Janeiro 2016.

## Fase de grupos

### Grupo A
| País            | J | G | E | P | GF | GC | GD | Pts |
| --------------- | - | - | - | - | -- | -- | -- | --- |
| Costa de Marfil | 3 | 3 | 0 | 0 | 4  | 1  | +3 | 9   |
| Nigeria         | 3 | 2 | 0 | 1 | 9  | 3  | +6 | 6   |
| Tanzania        | 3 | 0 | 1 | 2 | 1  | 5  | -4 | 1   |
| Congo           | 3 | 0 | 1 | 2 | 2  | 7  | -5 | 1   |

| 6 de septiembre de 2015 | Congo             | 1–5      | Nigeria                                           | Stade Alphonse Massemba-Débat, Brazzaville |                                |
|                         | Mabahou-Ngoma 61' | [Reporte | Oparanozie 5', 15', 89' · Sunday 7' · Uchendu 90' | Árbitro(s): Marximina Bernardo             | Árbitro(s): Marximina Bernardo |

| 6 de septiembre de 2015 | Tanzania | 0–1      | Costa de Marfil | Stade Municipal de Kintélé, Brazzaville |                           |
|                         |          | [Reporte | Niamien 48'     | Árbitro(s): Fatou Thioune               | Árbitro(s): Fatou Thioune |

| 9 de septiembre de 2015 | Nigeria                          | 3–0     | Tanzania | Stade Alphonse Massemba-Débat, Brazzaville |                              |
|                         | Oparanozie 13', 46' · Sunday 51' | Reporte |          | Árbitro(s): Salma Mukansanga               | Árbitro(s): Salma Mukansanga |

| 9 de septiembre de 2015 | Costa de Marfil | 1–0     | Congo | Stade Municipal de Kintélé, Brazzaville |                         |
|                         | Akaffou 38'     | Reporte |       | Árbitro(s): Maria Rivet                 | Árbitro(s): Maria Rivet |

| 12 de septiembre de 2015 | Congo       | 1–1     | Tanzania   | Stade Municipal de Kintélé, Brazzaville |                            |
|                          | Mbondzo 45' | Reporte | Mafuru 53' | Árbitro(s): Jeanne Ekoumou              | Árbitro(s): Jeanne Ekoumou |

| 12 de septiembre de 2015 | Nigeria    | 1–2     | Costa de Marfil             | Stade Alphonse Massemba-Débat, Brazzaville |                            |
|                          | Amanze 10' | Reporte | Elloh 45' · Nahi 77' (pen.) | Árbitro(s): Christine Ziga                 | Árbitro(s): Christine Ziga |

### Grupo B
| País      | J                  | G                  | E                  | P                  | GF                 | GC                 | GD                 | Pts                |
| --------- | ------------------ | ------------------ | ------------------ | ------------------ | ------------------ | ------------------ | ------------------ | ------------------ |
| Camerún   | 2                  | 0                  | 2                  | 0                  | 2                  | 2                  | 0                  | 2                  |
| Ghana     | 2                  | 0                  | 2                  | 0                  | 1                  | 1                  | 0                  | 2                  |
| Sudáfrica | 2                  | 0                  | 2                  | 0                  | 1                  | 1                  | 0                  | 2                  |
| Egipto    | Abandonó el Torneo | Abandonó el Torneo | Abandonó el Torneo | Abandonó el Torneo | Abandonó el Torneo | Abandonó el Torneo | Abandonó el Torneo | Abandonó el Torneo |

| 7 de septiembre de 2015 | Camerún          | 1–1     | Sudáfrica | Stade Alphonse Massemba-Débat, Brazzaville |                           |
|                         | Manie 88' (pen.) | Reporte | Smeda 71' | Árbitro(s): Neama Mohamed                  | Árbitro(s): Neama Mohamed |

| 10 de septiembre de 2015 | Sudáfrica | 0–0     | Ghana | Stade Municipal de Kintélé, Brazzaville |                                |
|                          |           | Reporte |       | Árbitro(s): Chancelle Ngakosso          | Árbitro(s): Chancelle Ngakosso |

| 13 de septiembre de 2015 | Ghana       | 1–1     | Camerún   | Stade Kintélé 3, Brazzaville |                            |
|                          | Kobblah 32' | Reporte | Akaba 54' | Árbitro(s): Aissatou Keita   | Árbitro(s): Aissatou Keita |

## Fase final

### Semifinales
| 15 de septiembre de 2015 | Costa de Marfil | 0–1     | Ghana       | Stade Kintélé 3, Brazzaville |                              |
|                          |                 | Reporte | Suleman 15' | Árbitro(s): Salma Mukansanga | Árbitro(s): Salma Mukansanga |

| 15 de septiembre de 2015 | Camerún                    | 2–1     | Nigeria | Stade Kintélé 3, Brazzaville |                         |
|                          | Abena 10' · Ngono Mani 14' | Reporte | Ebi 48' | Árbitro(s): Maria Rivet      | Árbitro(s): Maria Rivet |

### Medalla de Bronce
| 17 de septiembre de 2015 | Costa de Marfil                  | 2–1     | Nigeria    | Stade Alphonse Massemba-Débat, Brazzaville |                           |
|                          | N'Guessan 70' · F. Coulibaly 77' | Reporte | Ihezuo 53' | Árbitro(s): Fatou Thioune                  | Árbitro(s): Fatou Thioune |

### Medalla de Oro
| 18 de septiembre de 2015 | Ghana      | 1–0     | Camerún | Stade Alphonse Massemba-Débat, Brazzaville |                                |
|                          | Boakye 88' | Reporte |         | Árbitro(s): Marximina Bernardo             | Árbitro(s): Marximina Bernardo |

## Campeón
| Fútbol Femenino en los Juegos Panafricanos de 2015 |
| -------------------------------------------------- |
| Bandera de Ghana                                   |
| Ghana 1º Título                                    |